# Loftur Sæmundsson
Loftur Sæmundsson (1085-1163), fue un caudillo medieval y sacerdote del clan Oddaverjar en Oddi, condado de Rangárvallasýsla al sur de Islandia. Hijo de Sæmundur fróði Sigfússon. Casó con Þóra Magnúsdóttir (1102-1175), hija ilegítima del monarca Magnus III de Noruega y tuvieron un hijo Jón Loftsson, que sería padre adoptivo del escaldo e historiador Snorri Sturluson.